# Cairo Stadium Indoor Halls Complex
Der Cairo Stadium Indoor Halls Complex  (arabisch مجمع الصالات المغطاة باستاد القاهرة الدولي) ist ein Komplex von vier Mehrzweckhallen im Stadtteil Nasr City der ägyptischen Hauptstadt Kairo. Er liegt neben dem Cairo International Stadium.

## Geschichte
Die vier kreisrunden Hallen des Cairo Stadium Indoor Halls Complex wurden als ein Austragungsort der Afrikaspiele 1991 errichtet. Das Architekturbüro Magd Al-Masara war für den Entwurf verantwortlich. Die Haupthalle bietet 16.900 Plätze, die Halle 2 verfügt über 1620 Plätze für die Besucher und die Halle 2 und 3 sind mit jeweils 720 Plätzen ausgestattet. Die vier Dachkuppeln bestehen aus Eisen und werden von Stahlseilen getragen. Der Komplex war Schauplatz von Welt- und Afrikameisterschaften in den Ballsportarten Handball, Basketball und Volleyball. 2005 wurden die Judo-Weltmeisterschaften im Cairo Stadium Indoor Halls Complex ausgetragen. Nach der WM 1999 soll die Handball-Weltmeisterschaft der Männer 2021 wieder Station in Kairo machen. Neben Sport werden weitere Veranstaltungen wie Konzerte, Shows, Kulturveranstaltungen, Ausstellungen, Tagungen oder Feiern in dem Komplex ausgerichtet.
2016 wurden die Hallen mit einem LED-Lichtsystem ausgestattet. Die 160 Strahler der Haupthalle verbrauchen nur 50 Prozent der Energie des alten Systems.